# アンセル・マーシャル (第6代ペンブルック伯)
アンセル・マーシャル（Ansel Marshal, ? - 1245年12月23日）は、初代ペンブルック伯ウィリアム・マーシャルの五男で末息子。イングランドではこの名前は珍しかったため、ランゴバルド語のアンセルムと間違われることが多かったが、1170年代に活躍した父の末弟にちなんで名付けられた。

## 生涯
アンセルはウィリアム・マーシャルとイザベル・ド・クレアの末子であった。伝えられるところによると、アンセルは父親が60代半ばで、アイルランドに亡命していたときに生まれた。1219年に父ウィリアムが遺言書を書いていたとき、父親は当初、アンセルを愛していたものの、アンセルに何も与えないつもりでった。その後、助言者の提案を受けて考え直し、レンスターの領地から140ポンドの年金をアンセルのために確保した。
アンセルは、兄ギルバートおよび兄ウォルターが伯位を保持していた期間に存在感を示し、兄らの行動を頻繁に目撃していた。アンセルは第2代ヘレフォード伯ハンフリー・ド・ブーンの娘マティルダと結婚した。おそらく結婚のときに、アンセルはグロスターシャーのアビルトンとアウレのマーシャル家の荘園を兄から与えられたが、アンセルはすでに1244年12月に義父をもてなしていたときにその荘園を所有していた。

### 伯位の継承と死
1245年11月27日、兄ウォルターが子を残さずに死去し、アンセルがペンブルック伯位を継承した。12月3日、イングランド王ヘンリー3世は、アンセルに臣下の礼を取り次第、遺産を渡す意向を伝えたが、アンセルはその時に既に病気であったとみられ、礼を取ることはなかった。アンセルはチェプストウ城でおそらく1245年12月23日に病死した。ティンターン修道院の母と兄の近くに埋葬され、マーシャル家の正当な男系は絶えた。アンセルが財産を相続する前に死去したため、未亡人のマティルダは寡婦財産を拒否されたが（マティルダには60ポンドの年金が割り当てられた）、マティルダはロジャー・ド・クィンシーと再婚した後も、生涯「マティルダ・マーシャル」を名乗り続けた。その後、ヘンリー3世はマーシャル家の財産をアンセルの5人の姉妹に分割するため管理権を引き継いだ。

## 死後
アンセルが子供を残さずに亡くなった後、アール・マーシャルの称号は、1246年7月22日、マーシャル家の相続人がオックスフォードで国王に臣下の礼を取った際に、姉のノーフォーク伯爵夫人モードに引き継がれた。この称号は今日でもノーフォーク公が保持している。イングランド、ウェールズ、アイルランドにおけるマーシャル家の広大な遺産は、1245年にモードと、モードより先に亡くなった3人の妹の子供たちの間で正式に分割された。
歴史家マシュー・パリスは、マーシャル家が急速に絶滅した原因を、父ウィリアム・マーシャルが自身の教区に課した不当な取り立ての後、ファーンズ司教アルビン・オモロイが一族に与えた呪いであるとしている。パリスは、アンセルとその兄らがまだ生存していた頃に、母イザベルが「全員が同じ伯爵になる」と予言したと記している。